# Funisciurus duchaillui
Funisciurus duchaillui — вид гризунів родини Sciuridae. Він є ендеміком деяких районів центрального Габону, у густих тропічних лісах, де його було занесено до списку вимерлих у 1952 році, але потім було знову відкрито у 1993 році. Він був названий на честь французького зоолога, мандрівника та антрополога Поля Дю Шайю.

## Опис
Тіло в середньому досягає довжини 185–212 мм, хвіст — 190–230 мм. Вага в середньому становить близько 195–205 г. Спина оливково-коричнева, з сірим та білим забарвленням навколо кінцівок. Чотири темно-коричневі смуги на спині розходяться від голови поздовжньо. Смужчасте зелено-жовте волосся з чорним кінчиком. Хвіст яскраво-червоно-коричневого кольору, також з чорним кінчиком.

## Спосіб життя
Про спосіб життя доступно дуже мало інформації. Вона мешкає лише в тропічних лісах і переважно зустрічається в середовищах, де переважають дерева з родин цезальпінієвих (Cesalpiniaceae) та бурсерових (Burseraceae). Живе поодинці або, рідше, парами. Вивірка переважно використовує нижній полог дерев висотою до шести метрів, але її також можна побачити на деревах висотою понад 25 метрів. Коли їм загрожує небезпека, тварини тікають крізь гілки у верхні частини дерев, ніколи не спускаючись на лісову підстилку. Вони харчуються травоїдними фруктами, серед іншого; їх спостерігали, як вони їли плоди Xylopia aethiopica та рослини роду Dialium.